# Чансань

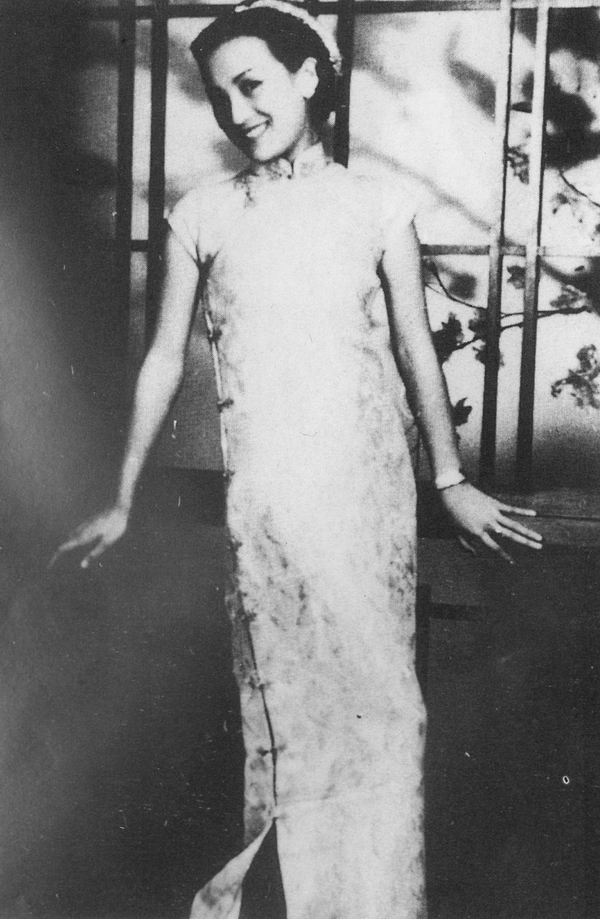
Чжоу Сюань — актриса, сыгравшая в фильме Ангел с улицы героиню-чансань

Чансань (кит. трад. 長三, упр. 长三, пиньинь chángsān, кит. 歌妓, пиньинь gējì, палл. гэцзи, кит. 歌女, пиньинь gēnǚ, палл. гэнюй, кит. 歌姬, пиньинь gējī, палл. гэцзи, англ. sing-song girls, англ. flower girls) — термин для обозначения китайских куртизанок, существовавших в начале XIX века и сильно повлиявших на развитие популярной культуры Шанхая.

## Название
Концепция чансань существует по крайней мере со времён императоров династии Хань, которые предоставляли своей армии женщин-увеселительниц. В древнем Китае их называли гэцзи (кит. 歌妓), (кит. 歌姬), оучжэ (кит. 謳者) и подобными именами.

## Описание профессии
Чансань с детства учились развлекать богатых мужчин разговорами, песнями и танцами; они могли и не заниматься проституцией, но многие делали это, хотя себя называли «любовницами», а не «проститутками». У чансань не сложилось ни особого костюма, ни выделяющегося сценического макияжа, часто они носили ципао, как и знатные китаянки. Также чансань ставили небольшие представления по мотивам китайских опер, и для игры часто надевали оперные костюмы. У каждой имелся один или несколько богатых женатых или холостых покровителей, которые обеспечивали оплату семейных долгов чансань и создавали условия для роскошной жизни своих протеже. Многие чансань выходили за богатых клиентов, чтобы начать свободную жизнь.

## Положение в обществе
До создания Китайской Республики в 1911 году институт конкубин был легален. По китайской традиции мужчины хранят фамилию и наследство, и для того, чтобы у высокородного мужчины обязательно был наследник мужского пола, они заводили любовниц-конкубин, столько, сколько могли содержать. Данная традиция не требовала согласия жены, так как закон и патриархальные обычаи защищали желание мужа иметь любовниц. Обычно наложницы даже жили под одной крышей с женой хозяина, исполняя обязанности служанки, подчиняясь как своему хозяину, так и его жене. В случае рождения наследника статус наложницы существенно повышался.
Назначение наложниц-артисток отличалось от назначения наложниц-служанок, проживавших в семье своего хозяина и состояло в основном в развлечении хозяина и его гостей. Для этого у князей и высокопоставленных чиновников имелись собственные труппы, обученных танцам и музыке девушек, которые показывали перед гостями своё искусство во время официальных банкетов, трапез и частных пирушек. Статус наложниц обоих видов в традиционном Китае можно  приравнять к статусу рабыни, они не имели никаких прав и являлись собственностью своего хозяина. Как свидетельствуют китайские хроники, они часто переходили из рук в руки, их продавали и перепродавали или просто преподносили в виде подарка. Известен факт, что в 515 году до н. э. один вовлеченный в тяжбу крупный чиновник в качестве взятки судье предложил целую труппу таких девушек.
Свободные чансань не имели своего господина и потому не являлись ничьей собственностью, их статус был близок к статусу европейской куртизанки или японской гейши. Для завлечения потенциальных мужей чансань часто занимались пением, отсюда и название, включающее слово «петь» — кит. 歌.
О популярности чансань можно судить по следующему факту: газеты устраивали конкурсы, предлагая читателям прислать им имя любимой чансань, и в одном из первых конкурсов[когда?] приняло участие более 70 000 человек.

## В популярной культуре
В произведениях искусства 1930-х годов (в частности, работах Не Эра, Сюй Синчжи) образ чансань стал манифестом против проституции и общества потребления. В 1940-х коммунистическая партия Китая стала приравнивать чансань и жёлтую (популярную) музыку к порнографии, они даже считались символом унижений Китая.
Чансань были популяризованы в книге Хань Банцина «Шанхайские цветы» (кит. трад. 上海花), английский перевод называется «The Sing-song girls of Shanghai».